# Mistrzostwa Austrii w Skokach Narciarskich 2019
Mistrzostwa Austrii w Skokach Narciarskich 2019 – zawody zorganizowane w celu wyłonienia najlepszych skoczków narciarskich w Austrii, rozegrane 19–20 października na skoczni normalnej w Tschagguns oraz dzień później na skoczni dużej w Innsbrucku.
Złoty medal wśród kobiet na skoczni normalnej obroniła sprzed roku Eva Pinkelnig. Na drugiej pozycji sklasyfikowana została Chiara Hölzl ze stratą niespełna sześciu punktów do triumfatorki zawodów. Trzecie miejsce zajęła Marita Kramer straciwszy nieco ponad trzy punkty do miejsca wyżej. W konkursie wystąpiło trzynaście zawodniczek.
Kategorię mężczyzn na skoczni normalnej zwyciężył Michael Hayböck o dwie dziesiąte punktu przed uplasowanym na drugim miejscu Janem Hörlem. Skład podium zawodów uzupełnił trzeci Gregor Schlierenzauer. Do konkursu przystąpiło pięćdziesięciu pięciu skoczków.
Konkursy na skoczni dużej, które miały zostać rozegrane 20 października zostały odwołane z powodu zbyt silnego wiatru.

## Wyniki

### Mężczyźni – 19 października 2019 – HS98
| Msc. | Zawodnik              | Klub             | I seria | II seria | Punkty |
| ---- | --------------------- | ---------------- | ------- | -------- | ------ |
| 1.   | Michael Hayböck       | UVB Hinzenbach   | 102,5 m | 104,5 m  | 273,6  |
| 2.   | Jan Hörl              | SC Bischofshofen | 104,5 m | 104,5 m  | 273,4  |
| 3.   | Gregor Schlierenzauer | SV Innsbruck     | 99,5 m  | 102,5 m  | 270,2  |
| 4.   | Manuel Fettner        | SV Innsbruck     | 100,0 m | 104,5 m  | 267,6  |
| 5.   | Stefan Kraft          | SV Schwarzach    | 99,5 m  | 101,5 m  | 266,9  |
| 6.   | Markus Schiffner      | UVB Hinzenbach   | 103,0 m | 101,5 m  | 263,5  |
| 7.   | Clemens Leitner       | NT Absam         | 100,0 m | 100,5 m  | 253,8  |
| 8.   | Thomas Lackner        | HSV Absam        | 98,5 m  | 97,0 m   | 253,0  |
| 9.   | Clemens Aigner        | SV Innsbruck     | 102,0 m | 97,0 m   | 252,9  |
| 10.  | Ulrich Wohlgenannt    | SK Kehlegg       | 99,5 m  | 98,0 m   | 252,0  |
| ...  |                       |                  |         |          |        |

### Kobiety – 19 października 2019 – HS98
| Msc. | Zawodniczka                | Klub             | I seria | II seria | Punkty |
| ---- | -------------------------- | ---------------- | ------- | -------- | ------ |
| 1.   | Eva Pinkelnig              | SK Kehlegg       | 96,0 m  | 97,5 m   | 224,0  |
| 2.   | Chiara Hölzl               | SV Schwarzach    | 97,0 m  | 93,5 m   | 218,7  |
| 3.   | Marita Kramer              | SC Saalfelden    | 93,0 m  | 95,0 m   | 215,1  |
| 4.   | Daniela Iraschko-Stolz     | WSV Eisenerz     | 89,5 m  | 97,0 m   | 205,0  |
| 5.   | Jacqueline Seifriedsberger | Waldzell         | 89,5 m  | 94,5 m   | 197,7  |
| 6.   | Sophie Sorschag            | SV Villach       | 84,5 m  | 86,5 m   | 177,7  |
| 7.   | Lisa Eder                  | SC Saalfelden    | 91,0 m  | 83,0 m   | 175,9  |
| 8.   | Claudia Purker             | SC Bischofshofen | 82,0 m  | 81,5 m   | 155,0  |
| 9.   | Julia Huber                | SK Rottenmann    | 76,0 m  | 82,0 m   | 151,7  |
| 10.  | Julia Mühlbacher           | SC Höhnhart      | 81,0 m  | 79,5 m   | 148,5  |
| ...  |                            |                  |         |          |        |